# بنوا دي ماييه
بنوا دي ماييه (بالفرنسية: Benoît de Maillet) هو دبلوماسي ومؤرخ طبيعي فرنسي، ولد في سان مييل في الشمال الشرقي من فرنسا في 12 أبريل 1656، وتوفي في مارسيليا في 30 يناير 1738. شغل منصب القنصل العام للقاهرة، بالإضافة إلى أنه كان المشرف على المناطق الفرنسية في بلاد الشام. كون فرضيات حول أصل الأرض ونشأتها.
اعتقد بنوا أن الأرض لا يمكن أن تكون قد تكونت في لحظة، بل استغرق نموها حوالي ملياري سنة وفق تصوراته. كما كان يعتقد أن أصل الكائنات التي تعيش على اليابسة يعود إلى الكائنات البحرية.

## النشأة
ولد بنوا لعائلة كاثوليكية مشهورة. لم يلتحق بالجامعة، لكنه تلقى تعليماً تقليدياً متميزاً. كان بنوا مهتما بالجيولوجيا وبالتاريخ الطبيعي، وكان كثير السفر مما زاد من اهتمامه في تلك العلوم. كان القنصل الفرنسي العام في القاهرة من عام 1692 وحتى عام 1708. قام خلال هذه الفترة بدراسة الأهرامات المصرية. كما كان المشرف على بلاد الشام من عام 1715 وحتى تقاعده.

## دراسة الأرض
درس بنوا الجيولوجيا في الميدان، ووضع تقديرات معقولة لعمر الأرض مبنية على الأدلة. اعتقد أن الأرض نشأت بوساطة قوى طبيعية بطيئة. ظلت دراساته في مخطوطات ولم تنشر إلا بعد وفاته تجنبا للصراع مع الكنيسة الكاثوليكية.